# Raphael Biow
Raphael Moses Abraham Biow (* 30. September 1773 in Breslau, Preußisch Schlesien; † 20. Oktober 1836 ebenda, Provinz Schlesien) war ein deutscher Landschafts-, Dekorations- und Synagogenmaler.

## Leben
Raphael Biow war Sohn jüdischer Eltern aus Breslau. Da sein Vater früh verstorben und seine Mutter unbemittelt war, musste er seinen Zeichenunterricht durch das Geld, das er durch Schreibstunden verdiente, selbst finanzieren. Nach dem Tod seiner Mutter besuchte er die Königliche Bauschule in Breslau, an der Karl Daniel Friedrich Bach Mal- und Zeichenkunst unterrichtete. Um 1791 etablierte er sich als „Zimmermaler“. 
Seit dem 31. März 1797 war Raphael Biow Mitglied der Gesellschaft der Brüder, einem Verein aufgeklärter jüdischer Bürger in Breslau. Er heiratete Rahel (Resel), genannt Rosalie, geb. Scholin, mit der er mehrere Kinder hatte. Als Jude war ihm die Aufnahme in die Malerzunft verwehrt. Mittels Fürsprache einiger Adeliger, die sich beim preußischen König für ihn verwendet hatten, gelang ihm am 19. Juli 1807 der Erwerb des Breslauer Bürgerrechts. In der Folge wurde er zum „königlichen Maler“ ernannt.
Raphael Biow war in seiner Stadt ein angesehener Dekorationsmaler. Dort malte er zahlreiche große Gebäude aus. Zu seinen Auftraggebern zählte der Breslauer Architekt Carl Ferdinand Langhans. Unter dessen Regie malten er und sein Sohn Hermann Biow, später einer der ersten Daguerreotypisten Hamburgs, die Synagoge zum Weißen Storch aus. Raphael Biows Tochter Jenny Bossard-Biow wurde ebenfalls Fotografin. Fotografen wurden ferner deren Sohn Raphael Schlegel und deren Enkel Raphael Arthur Schlegel. Eine weitere Tochter des Ehepaars Biow war Bluma Biow (* 4. März 1804; † 26. Dezember 1870), spätere Berta Maria Elisabeth, die am 24. November 1835 Karl August Zimmerlich, den Sohn von Franz Zimmerlich heiratete und in Hannover verstarb.
Biow wurde auf dem jüdischen Friedhof in der Breslauer Claassenstraße (heute ul. Gwarna) mit dem Grabstein Nr. 1366 beigesetzt.